# Corinna chickeringi
Corinna chickeringi is een spinnensoort uit de familie van de loopspinnen (Corinnidae).
De wetenschappelijke naam van de soort werd in 1955 als Lausus chickeringi gepubliceerd door Lodovico di Caporiacco.